# Gaëtan Poussin
Gaëtan Poussin, né le 13 janvier 1999 au Mans, est un footballeur français, qui joue au poste de gardien de but au Red Star.

## Biographie

### En club
Gaëtan Poussin commence le football en 2005 au sein du VS Fertois. En 2011, il rejoint le Mans FC avant de partir aux Girondins de Bordeaux en 2014,.
À l'automne 2017, Poussin dispute deux matchs d'UEFA Youth League. Le 19 décembre 2018, il dispute son premier match professionnel en déplacement à Dijon en Coupe de la Ligue, match durant lequel il garde sa cage inviolée et Bordeaux s'impose 1-0. Il fait ses débuts en Ligue 1 lors de la dernière journée le 24 mai 2019 contre Caen (victoire 1-0).
À partir de janvier 2022, il devient titulaire, notamment à la suite du déclassement de Benoît Costil pour des problèmes extra-sportifs à partir de mars. Malgré une performance remarquée à Lille, Poussin est ensuite critiqué pour ses performances ratées contre l'Olympique lyonnais (à qui il offre un but à la suite d'un dégagement manqué, 32e journée, défaite 6-1) et contre l'AS Saint-Étienne (33e journée, 2-2). Il dispute 13 rencontres de championnat sur cette deuxième partie de saison, qui voit les Girondins terminer dernier et être relégués en Ligue 2.
Au terme de la saison, son entraîneur, David Guion, plaide pour l'arrivée d'un nouveau gardien. Jonas Lössl est alors visé par le club bordelais, transfert qui n'aboutira pas. Après plusieurs semaines d'incertitudes, Poussin est finalement confirmé comme gardien numéro 1 pour la saison 2022-2023. Le 2 septembre 2022, il prolonge son contrat jusqu'en juin 2025, consentant à une diminution de 30% de son salaire. Il réalise alors sa première saison pleine chez les professionnels, ne loupant que deux rencontres de championnat à la suite de son exclusion face au FC Metz (31e journée, défaite 3-0). Les Girondins échouent à remonter en Ligue 1, perdant leurs deux dernières rencontres.
Il n'effectuera pas de deuxième saison au deuxième échelon français, le club misant sur Rafał Strączek pour garder ses buts. Libéré de ses deux dernières années de contrat, son départ pour le Real Saragosse, évoluant en deuxième division espagnole, est officialisé le 27 juillet 2023.
Le 12 avril 2025, il marque un but dans le temps additionnel de la rencontre face à la SD Eibar, permettant à son équipe d'emporter le point du match nul précieux dans la course au maintien.
Le 16 août 2025, Gaëtan Poussin s’engage en faveur du Red Star FC.

### En sélection
Gaëtan Poussin découvre l'équipe de France avec les moins de 16 ans. Il dispute son premier match le 30 octobre 2014 contre les Pays-Bas en amical (victoire 1-0). Au total, Poussin dispute dix matchs avec les moins de 16 ans jusqu'en juin 2015.
Avec les moins de 17 ans, Gaëtan Poussin participe à l'Euro des moins de 17 ans 2016 disputé en Azerbaïdjan. Après avoir titularisé lors du match inaugural contre le Danemark (0-0), il est exclu lors du deuxième match face à l'Angleterre (défaite 2-0). La France est éliminée de la compétition à l'issue des phases de poules,.
Par la suite, il dispute cinq matchs avec l'équipe de France -18 ans et quatre matchs avec les moins de 19 ans. En 2019, il est remplaçant lors de quatre rencontres des espoirs, notamment barré par Alban Lafont.

## Statistiques
| Saison                | Club                  | Championnat           | Championnat | Championnat | Coupe nationale | Coupe nationale | Coupe de la Ligue | Coupe de la Ligue | Compétition(s) continentale(s) | Compétition(s) continentale(s) | Compétition(s) continentale(s) | Total | Total |
| Saison                | Club                  | Division              | M.          | B.          | M.              | B.              | M.                | B.                | Comp.                          | M.                             | B.                             | M.    | B.    |
| 2018-2019             | Girondins de Bordeaux | Ligue 1               | 1           | 0           | -               | -               | 2                 | 0                 | C3                             | -                              | -                              | 3     | 0     |
| 2019-2020             | Girondins de Bordeaux | Ligue 1               | -           | -           | 2               | 0               | 1                 | 0                 | -                              | -                              | -                              | 3     | 0     |
| 2020-2021             | Girondins de Bordeaux | Ligue 1               | -           | -           | 1               | 0               | -                 | -                 | -                              | -                              | -                              | 1     | 0     |
| 2021-2022             | Girondins de Bordeaux | Ligue 1               | 13          | 0           | 1               | 0               | -                 | -                 | -                              | -                              | -                              | 14    | 0     |
| 2022-2023             | Girondins de Bordeaux | Ligue 2               | 36          | 0           | -               | -               | -                 | -                 | -                              | -                              | -                              | 36    | 0     |
| Total sur la carrière | Total sur la carrière | Total sur la carrière | 50          | 0           | 4               | 0               | 3                 | 0                 | -                              | -                              | -                              | 57    | 0     |